# Janetiella coloradensis
Janetiella coloradensis är en tvåvingeart som beskrevs av Ephraim Porter Felt 1912. Janetiella coloradensis ingår i släktet Janetiella och familjen gallmyggor.
Artens utbredningsområde är Colorado. Inga underarter finns listade i Catalogue of Life.